# Epidendrum stamfordianum
Epidendrum stamfordianum là một loài thực vật có hoa trong họ Lan. Loài này được Bateman mô tả khoa học đầu tiên năm 1839.

## Hình ảnh

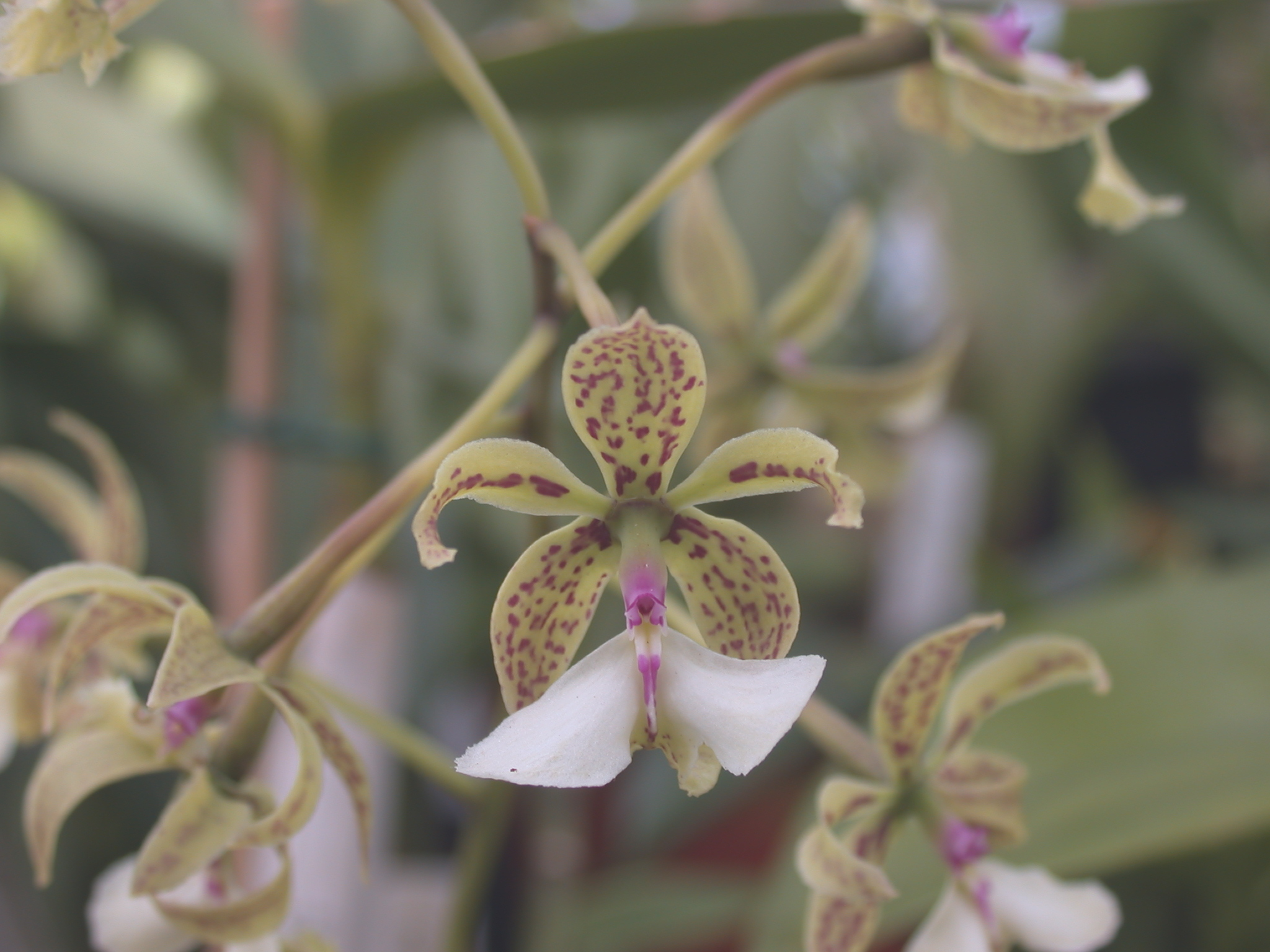
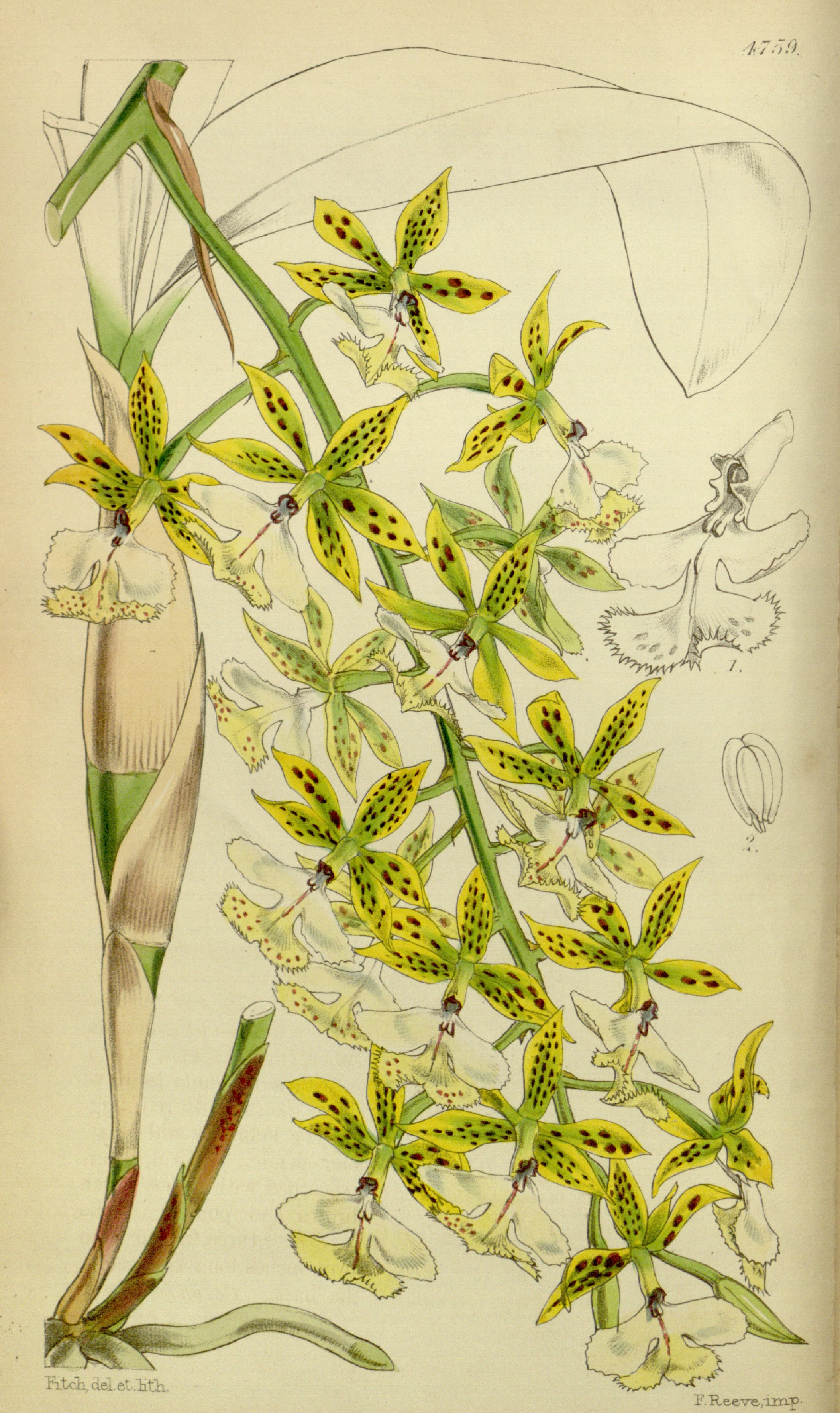
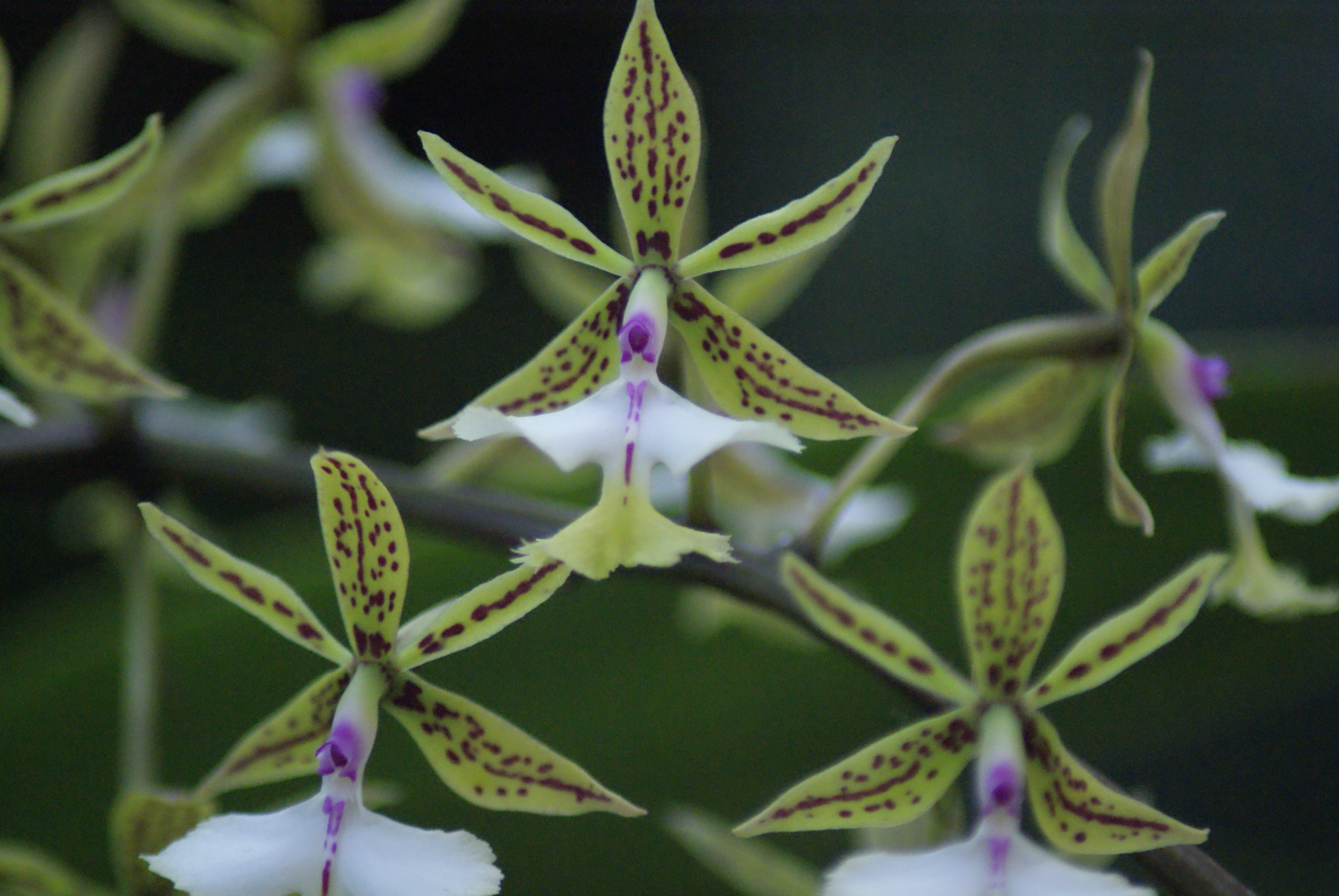
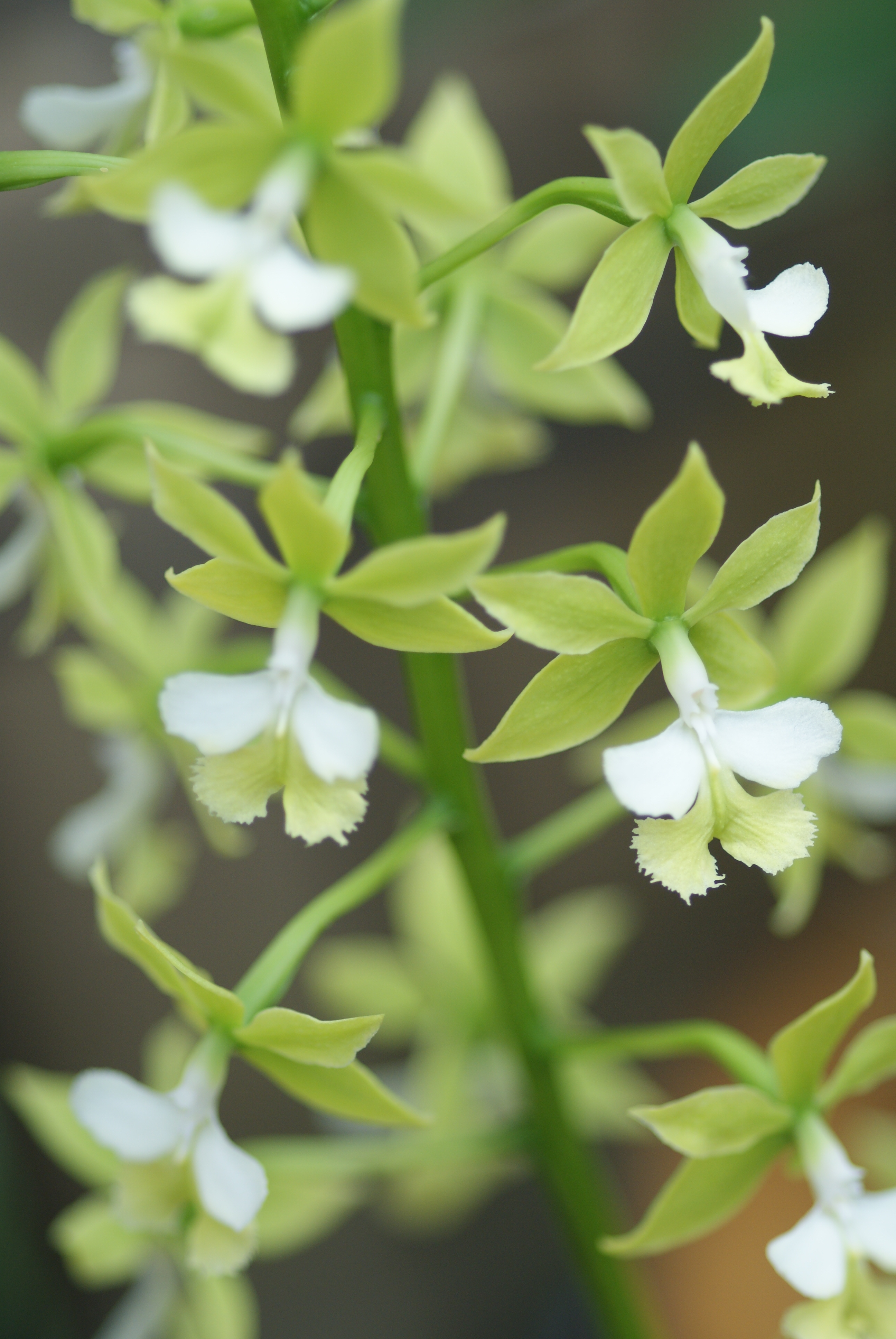